# Marché automobile français en 2004
Marché automobile français par année
- 2000
- 2001
- 2002
- 2003
- 2004
- 2005
- 2006
- 2007
- 2008

Le marché automobile français, longtemps morose en 2004, a terminé sur un bilan positif de + 0,2 % grâce à une bonne fin d'année qui lui a permis de se maintenir au-dessus des 2 millions, à 2 013 709 ventes. 
La part des marques françaises s'est légèrement érodée avec des ventes en baisse de 2,3 % pour une part de marché totale de 58,2 %. Citroën baisse de 5 % à cause principalement de l'essoufflement des ventes de Xsara (- 42 %) et de Picasso (- 13 %), la C4 n'ayant été lancée qu'en décembre. Peugeot est lui en baisse de 4 %, les 206 et 307 étant un peu seules dans l'attente de la 407. Renault est stable grâce à la progression de la Scénic, qui marque une progression de 30 %.
Chez les importateurs, Volkswagen a repris sa place de leader avec une progression de 4 % avec les succès de la Golf et du Touran. Toyota, Ford (avec la C-Max) et plus encore BMW affichent de nettes progressions, comme des marques de moindre importance telles Kia, Daewoo, Volvo, Smart et Suzuki. En revanche, Fiat (- 14 %), Rover (-10 %) et Opel (- 9 %) confronté pour les deux premiers à un problème d'image et le dernier au vieillissement du Zafira, voire Mercedes (- 4 %) aux prises avec des soucis de qualité, ont connu une année difficile. Les asiatiques ont bien tiré leur épingle du jeu atteignant les 10 % de part de marché cumulée.
Le diesel a dépassé 69 % de part de marché, ce qui en fait un nouveau record. Les ventes de 4 × 4 sont aussi en nette progression. La Peugeot 206 reste de nouveau le modèle le plus vendu, devant la Renault Clio (concurrencée en fin d'année par la Modus). 

## Classement par groupes
Parts de marché en 2004
- PSA Peugeot Citroën (30,79 %)
- Renault (27,27 %)
- Volkswagen (10,19 %)
- Ford (6,66 %)
- General Motors (6,05 %)
- Toyota (3,97 %)
- Daimler-Chrysler (3,51 %)
- Fiat (3,24 %)
- Autres (8,32 %)

| n° | Groupe              | Ventes    | Part de marché | Marques distribuées                                          |
| -- | ------------------- | --------- | -------------- | ------------------------------------------------------------ |
| 1  | PSA Peugeot Citroën | 619 999   | 30,79 %        | Peugeot et Citroën                                           |
| 2  | Groupe Renault      | 549 192   | 27,27 %        | Renault                                                      |
| 3  | Volkswagen AG       | 205 516   | 10,19 %        | Volkswagen, Audi, Seat, Skoda, Bentley Motors et Lamborghini |
| 4  | Groupe Ford         | 134 267   | 6,66 %         | Ford, Mazda, Volvo, Land Rover, Jaguar et Aston Martin       |
| 5  | General Motors      | 121 841   | 6,05 %         | Opel, Daewoo, Chevrolet, Saab, Cadillac et Hummer            |
| 6  | Groupe Toyota       | 79 964    | 3,97 %         | Toyota, Lexus et Daihatsu                                    |
| 7  | Daimler-Chrysler    | 70 658    | 3,51 %         | Mercedes, Smart, Chrysler, Jeep et Maybach                   |
| 8  | Groupe Fiat         | 65 143    | 3,24 %         | Fiat, Alfa Romeo, Lancia, Ferrari et Maserati                |
| 9  | Groupe BMW          | 47 972    | 2,38 %         | BMW, Mini et Rolls-Royce                                     |
| 10 | Nissan              | 37 568    | 1,87 %         |                                                              |
| 11 | Groupe Hyundai      | 36 660    | 1,82 %         | Hyundai et Kia                                               |
| 12 | Divers              | 44 929    | 2,25 %         |                                                              |
|    | Marché              | 2 013 709 | 100 %          |                                                              |

## Classement par marques
| n° | Marque           | Ventes    | Comp. 2003 | Part de marché |
| -- | ---------------- | --------- | ---------- | -------------- |
| 1  | Renault          | 549 192   | +0,6 %     | 27,27 %        |
| 2  | Peugeot          | 363 247   | -4,2 %     | 18,04 %        |
| 3  | Citroën          | 256 752   | -5,4 %     | 12,75 %        |
| 4  | Volkswagen       | 124 145   | +4 %       | 6,16 %         |
| 5  | Opel             | 110 329   | -8,6 %     | 5,48 %         |
| 6  | Ford             | 101 631   | +10,9 %    | 5,05 %         |
| 7  | Toyota           | 77 923    | +8,8 %     | 3,87 %         |
| 8  | Mercedes         | 49 187    | -4,3 %     | 2,44 %         |
| 9  | Fiat             | 48 283    | -13,7 %    | 2,4 %          |
| 10 | Nissan           | 37 568    | -5,7 %     | 1,87 %         |
| 11 | BMW              | 37 108    | +17,6 %    | 1,84 %         |
| 12 | Audi             | 36 507    | -2,4 %     | 1,81 %         |
| 13 | Seat             | 32 642    | -5,7 %     | 1,62 %         |
| 14 | Hyundai          | 27 814    | +20,3 %    | 1,38 %         |
| 15 | Suzuki           | 18 140    | +35,3 %    | 0,9 %          |
| 16 | Alfa Romeo       | 13 454    | -3,3 %     | 0,67 %         |
| 17 | Smart            | 12 721    | +42,9 %    | 0,63 %         |
| 18 | Mazda            | 12 179    | +24,2 %    | 0,6 %          |
| 19 | Škoda            | 12 131    | -3,4 %     | 0,6 %          |
| 20 | Volvo            | 11 858    | +36,8 %    | 0,59 %         |
| 21 | Mini             | 10 858    | +2 %       | 0,54 %         |
| 22 | Kia              | 8 846     | +105,5 %   | 0,44 %         |
| 23 | Daewoo           | 7 941     | +77 %      | 0,39 %         |
| 24 | Mitsubishi       | 7 751     | -1,1 %     | 0,38 %         |
| 25 | Honda            | 6 756     | +21,8 %    | 0,34 %         |
| 26 | Chrysler         | 5 751     | +3,2 %     | 0,29 %         |
| 27 | Land Rover       | 5 644     | +0,7 %     | 0,28 %         |
| 28 | Rover            | 4 562     | -10,2 %    | 0,23 %         |
| 29 | Saab             | 3 296     | +13,7 %    | 0,16 %         |
| 30 | Lancia           | 3 061     | +55,3 %    | 0,15 %         |
| 31 | Jeep             | 2 995     | +3 %       | 0,15 %         |
| 32 | Jaguar           | 2 912     | +40,2 %    | 0,14 %         |
| 33 | Porsche          | 2 117     | +32,1 %    | 0,11 %         |
| 34 | MG               | 1 584     | -8,2 %     | 0,08 %         |
| 35 | Subaru           | 1 447     | -3,4 %     | 0,07 %         |
| 36 | Lada             | 1 405     | -24,5 %    | 0,07 %         |
| 37 | Daihatsu         | 1 297     | +34,5 %    | 0,06 %         |
| 38 | Lexus            | 744       | +22,6 %    | 0,04 %         |
| 39 | Ssangyong        | 467       | Nouveauté  | 0,02 %         |
| 40 | Maserati         | 185       | +59,5 %    | 0,01 %         |
| 41 | Ferrari          | 160       | +6,7 %     | 0,01 %         |
| 42 | Chevrolet        | 139       | -48,9 %    | 0,01 %         |
| 43 | Cadillac         | 124       | +138,5 %   | 0,01 %         |
| 44 | Lotus            | 88        | +39,7 %    | -              |
| 45 | Bentley Motors   | 78        | +100 %     | -              |
| 46 | Caterham         | 61        | -4,7 %     | -              |
| 47 | PGO              | 57        | +280 %     | -              |
| 48 | Aston Martin     | 43        | +22,9 %    | -              |
| 48 | Morgan           | 43        | +30,3 %    | -              |
| 50 | Lamborghini      | 13        | +44,4 %    | -              |
| 51 | Hummer           | 12        | Nouveauté  | -              |
| 52 | Rolls Royce      | 6         | +200 %     | -              |
| 53 | Maybach          | 4         | +33,3 %    | -              |
| 54 | Iveco            | 2         | +100 %     | -              |
| 55 | Defremond        | 1         | -93,3 %    | -              |
| 55 | Mega             | 1         | -75 %      | -              |
| 55 | Tata             | 1         | Nouveauté  | -              |
|    | Divers France    | 422       | -          | -              |
|    | Divers étrangers | 24        | -          | -              |
|    | Total            | 2 013 709 | + 0,2 %    | 100 %          |

## Classement des 100 premières voitures vendues
| Modèle                    | Ventes  | Comp. 2003 | Part de marché |
| 1. Peugeot 206            | 151 250 | - 5,3 %    | 7,51 %         |
| 2. Renault Clio           | 137 547 | - 15,7 %   | 6,83 %         |
| 3.Peugeot 307             | 133 956 | - 4,3 %    | 6,65 %         |
| 4. Renault Scénic         | 124 311 | + 29,8 %   | 6,17 %         |
| 5. Renault Mégane         | 98 963  | - 4 %      | 4,91 %         |
| 6. Citroën C3             | 86 875  | + 4 %      | 4,31 %         |
| 7. Citroën Xsara Picasso  | 55 604  | - 13,2 %   | 2,76 %         |
| 8. Renault Twingo         | 47 699  | - 10,3 %   | 2,37 %         |
| 9. Renault Laguna         | 47 114  | - 27,8 %   | 2,34 %         |
| 10. Volkswagen Golf       | 42 704  | + 4,5 %    | 2,12 %         |
| 11. Peugeot 407           | 37 211  | Nouveauté  | 1,85 %         |
| 12. Renault Modus         | 31 946  | Nouveauté  | 1,59 %         |
| 13. Citroën C2            | 31 332  | + 206,9 %  | 1,56 %         |
| 14. Volkswagen Polo       | 29 877  | - 2,9 %    | 1,48 %         |
| 15. Ford Fiesta           | 29 340  | + 15,5 %   | 1,46 %         |
| 16. Citroën C5            | 27 586  | - 10,2 %   | 1,37 %         |
| 17. Ford Focus C-Max      | 27 548  | + 685,1 %  | 1,37 %         |
| 18. Toyota Yaris          | 27 110  | + 6,8 %    | 1,35 %         |
| 19. Opel Meriva           | 25 962  | + 43,4 %   | 1,29 %         |
| 20. Renault Kangoo        | 25 818  | -1,7 %     | 1,28 %         |
| 21. Opel Corsa            | 24 905  | -19,7 %    | 1,24 %         |
| 22. Renault Espace        | 24 530  | + 0,4 %    | 1,22 %         |
| 23. Opel Zafira           | 24 519  | - 30 %     | 1,22 %         |
| 24. Volkswagen Touran     | 22 233  | + 73,7 %   | 1,1 %          |
| 25. Ford Focus            | 21 234  | - 25,9 %   | 1,05 %         |
| 26. Opel Astra            | 20 912  | + 26,6 %   | 1,04 %         |
| 27. Citroën Xsara         | 20 195  | - 42,5 %   | 1 %            |
| 28. Citroën Berlingo      | 19 250  | - 3,4 %    | 0,96 %         |
| 29. Seat Ibiza            | 18 092  | - 3,3 %    | 0,9 %          |
| 30. Mercedes Classe C     | 16 492  | - 8,1 %    | 0,82 %         |
| 31. Nissan Micra          | 16 106  | - 6,5 %    | 0,8 %          |
| 32. BMW Série 3           | 16 054  | - 18,3 %   | 0,8 %          |
| 33. Volkswagen Passat     | 15 910  | - 28,4 %   | 0,79 %         |
| 34. Fiat Punto            | 15 883  | - 45,5 %   | 0,79 %         |
| 35. Audi A4               | 14 762  | - 7,8 %    | 0,73 %         |
| 36. Audi A3               | 14 160  | + 1,9 %    | 0,7 %          |
| 37. Toyota Rav4           | 13 844  | - 8,1 %    | 0,69 %         |
| 38. Fiat Panda II         | 13 703  | +286,4 %   | 0,68 %         |
| 39. Peugeot Partner       | 12 302  | -2,2 %     | 0,61 %         |
| 40. Mercedes Classe A     | 11 169  | - 8,5 %    | 0,55 %         |
| 41. Mini                  | 10 858  | + 2 %      | 0,54 %         |
| 42. Peugeot 807           | 9 985   | -17,1 %    | 0,5 %          |
| 43. Nissan X-Trail        | 9 918   | +13,9 %    | 0,49 %         |
| 44. Peugeot 406           | 9 393   | - 68,4 %   | 0,47 %         |
| 45. Mercedes Classe E     | 9 094   | - 12,6 %   | 0,45 %         |
| 46. Ford Mondeo           | 8 643   | - 45,3 %   | 0,43 %         |
| 47. Toyota Corolla Verso  | 8 575   | + 66,5 %   | 0,43 %         |
| 48. Toyota Land Cruiser   | 8 179   | + 0,7 %    | 0,41 %         |
| 49. Hyundai Getz          | 8 136   | + 72 %     | 0,4 %          |
| 50. Opel Vectra           | 8 085   | - 28,9 %   | 0,4 %          |
| 51. Toyota Avensis        | 8 026   | + 47,8 %   | 0,4 %          |
| 52. Ford Fusion           | 7 763   | - 30 %     | 0,39 %         |
| 53. Smart Fortwo          | 7 456   | - 4,6 %    | 0,37 %         |
| 54. Toyota Corolla        | 7 322   | + 8 %      | 0,36 %         |
| 55. Citroën C8            | 7 294   | - 22,8 %   | 0,36 %         |
| 56. Peugeot 607           | 7 215   | - 25,6 %   | 0,36 %         |
| 57. BMW Série 5           | 6 919   | +10,3 %    | 0,34 %         |
| 58. Citroën C4            | 6 853   | Nouveauté  | 0,34 %         |
| 59. Alfa Roméo 147        | 6 743   | - 18,6 %   | 0,33 %         |
| 60. Hyundai Santa Fe      | 6 484   | - 9,2 %    | 0,32 %         |
| 61. Fiat Stilo            | 6 460   | - 46,8 %   | 0,32 %         |
| 62. Fiat Idea             | 6 089   | Nouveauté  | 0,3 %          |
| 63. Skoda Fabia           | 5 783   | - 19,1 %   | 0,29 %         |
| 64. Seat Leon             | 5 763   | - 28,5 %   | 0,29 %         |
| 65. Renault Vel Satis     | 5 230   | - 37,8 %   | 0,26 %         |
| 66. Suzuki Grand Vitara   | 5 115   | + 23,4 %   | 0,25 %         |
| 67. BMW X5                | 5 058   | + 39 %     | 0,25 %         |
| 68. Renault Trafic        | 5 049   | + 22,4 %   | 0,25 %         |
| 69. Audi A6               | 4 803   | + 22,9 %   | 0,24 %         |
| 70. Seat Altea            | 4 410   | Nouveauté  | 0,21 %         |
| 71. BMW X3                | 4 286   | Nouveauté  | 0,21 %         |
| 72. Alfa Romeo 156        | 4 200   | - 14,8 %   | 0,21 %         |
| 73. Mitsubishi Pajero     | 4 131   | - 14,8 %   | 0,21 %         |
| 74. Smart Forfour         | 4 108   | Nouveauté  | 0,2 %          |
| 75. Mercedes Classe M     | 3 901   | - 7,7 %    | 0,19 %         |
| 76. Mercedes CLK          | 3 587   | + 8,3 %    | 0,18 %         |
| 77. Land Rover Freelander | 3 552   | + 0,3 %    | 0,18 %         |
| 78. Hyundai Matrix        | 3 536   | + 16,5 %   | 0,18 %         |
| 79. Volkswagen Touareg    | 3 498   | + 128,9 %  | 0,17 %         |
| 80. Mazda 6               | 3 492   | - 10,5 %   | 0,17 %         |
| 81. Kia Picanto           | 3 469   | Nouveauté  | 0,17 %         |
| 82. Nissan Tino           | 3 458   | - 5,4 %    | 0,17 %         |
| 83. Suzuki Jimny          | 3 385   | + 139,9 %  | 0,17 %         |
| 84. Daewoo Kalos          | 3 363   | + 64 %     | 0,17 %         |
| 85. Chrysler PT Cruiser   | 3 283   | - 5,3 %    | 0,16 %         |
| 86. BMW Série 1           | 3 256   | Nouveauté  | 0,16 %         |
| 87. Skoda Octavia         | 3 254   | - 19,3 %   | 0,16 %         |
| 88. Ford Ka               | 3 178   | - 19,4 %   | 0,16 %         |
| 89. Suzuki Ignis          | 2 889   | + 226,4 %  | 0,14 %         |
| 90. Mazda 3               | 2 815   | + 621,8 %  | 0,14 %         |
| 91. Opel Agila            | 2 769   | - 31,4 %   | 0,14 %         |
| 92. Mazda 2               | 2 754   | + 61,2 %   | 0,14 %         |
| 93. Saab 9-3              | 2 579   | +17,2 %    | 0,13 %         |
| 94. Nissan Terrano        | 2 554   | - 2,5 %    | 0,13 %         |
| 95. Volkswagen New Beetle | 2 509   | - 5,5 %    | 0,12 %         |
| 96. Fiat Doblo            | 2 467   | - 12,6 %   | 0,12 %         |
| 97. Honda Accord          | 2 328   | + 124,5 %  | 0,12 %         |
| 98. Volvo S60             | 2 322   | - 6,4 %    | 0,12 %         |
| 99. Skoda Octavia II      | 2 225   | Nouveauté  | 0,11 %         |
| 100. Volvo V50            | 2 191   | Nouveauté  | 0,11 %         |

Au 1er janvier 2005, les marques Daewoo et Chevrolet fusionnent pour être vendues sous le label unique de Chevrolet.

## Source
Action Auto Moto, hors-série n°44, mars 2005, "Les 3000 voitures du monde, Édition 2005".